# Gold (album zespołu Akcent)
Gold – dziesiąty album studyjny zespołu Akcent, wydany w 1997 roku przez firmę fonograficzną Green Star na płycie i kasecie.
Zawiera 11 utworów znanych z wcześniejszych wydawnictw zespołu, które zostały nagrane w nowych aranżacjach oraz jeden premierowy utwór - „Psotny wiatr”. Nowe wersje utworów zostały przygotowane przez duet Play & Mix - Dariusza Trzewika i Witolda Walińskiego.
Do utworów „Psotny wiatr” oraz „Żegnaj mała” nakręcono teledyski, które emitowane były m.in. w TV Polsat.

## Lista utworów
1. „Żegnaj mała”
2. „Stary cygan”
3. „Peron łez”
4. „Pocałunek”
5. „Kocham cię dziewczyno”
6. „Dźwięki strun”
7. „Mała figlarka”
8. „Życie to są chwile”
9. „Tabu tibu”
10. „Chłopak z gitarą”
11. „Dlaczego”
12. „Psotny wiatr” (utwór dodatkowy)

## Lista utworów (kaseta magnetofonowa)
Strona A
1. „Żegnaj mała”
2. „Stary cygan”
3. „Peron łez”
4. „Pocałunek”
5. „Kocham cię dziewczyno”

Strona B
1. „Dźwięki strun”
2. „Mała figlarka”
3. „Życie to są chwile”
4. „Tabu tibu”
5. „Psotny wiatr” (utwór dodatkowy)

## Skład zespołu
- Zenon Martyniuk
- Mariusz Anikiej